# Фруктовый дурак
Фруктовый дурак (англ. Fruit fool) — это традиционный английский десерт. Основным ингредиентом является пюре из компота (традиционно крыжовенного). Пюре помещают вместе с сладким заварным кремом в общую ёмкость, после чего украшают и подают к столу. В современных рецептах вместо заварного крема зачастую используют взбитые сливки.

## История
Происхождение крыжовенного дурака, возможно, восходит к XV веку. Однако, впервые фруктовый дурак достоверно упоминается в 1598 году, как десерт, сделанный из топлёных сливок. А самый ранний сохранившийся рецепт фруктового дурака датируется серединой XVII века.
Почему слово fool, известное в английском языке прежде всего в значении «дурак», входит в название этого фруктового десерта, неизвестно. Некоторые авторы считают, что это название происходит от французского глагола fouler, который переводится, как «давить» или «отжимать» (в контексте отжима винограда для производства вина). Однако, Оксфордский словарь английского языка отвергает эту точку зрения. Слово trifle, дословно — «мелочь» или «пустяк», также изначально использовалось, как название этого блюда, однако затем так стали называть другой десерт.
Первоначально самым распространённым ингредиентом в десерте был крыжовник, хотя уже в ранних рецептах использовались и другие фрукты и ягоды. Например, вместо крыжовника в десерт могли добавить яблоки, клубнику, ревень или малину. Современные рецепты могут включать в себя любые сезонные легкодоступные фрукты и ягоды, но крыжовник остаётся неизменным фаворитом.